# Родриго Бентанкур
Родриго Бентанкур е уругвайски футболист, който играе като полузащитник за английския Тотнъм Хотспър.

## Клубна кариера
Започва клубната си кариера в отбора на Бока Хуниорс. Прави своя дебют за първия отбор на 12 април 2015 г.
От 1 юли 2017 г. е играч на Ювентус.

## Отличия
Бока Хуниорс
- Примера Дивисион (2): 2015, 2016 – 17
- Купа на Аржентина: 2014 – 15

Ювентус
- Купа на Италия – 2018
- Серия А – 2018, 2019

Тотнъм Хотсър
- Лига Европа – 2025